# 巴戈埃河
巴戈埃河（法語：Bagoé）是非洲西部的河流，屬於巴尼河的支流之一。巴戈埃河流經科特迪瓦北部和馬里南部，並成為兩國接壤邊界的一部分。